# 격몽요결
이이 수고본 격몽요결(李珥 手稿本 擊蒙要訣)은 조선의 유학자 율곡 이이(1536∼1584)가 42세 때인 선조 10년(1577) 관직을 떠나 해주에 있을 때 처음 글을 배우는 아동의 입문교재로 쓰기 위해 저술한 것이다. 1976년 4월 23일 대한민국의 보물 제602호로 지정되었다.
격몽은 주역 몽괘 상구의 효사에 있는 말로, '몽매하여 따르지 않는 자를 깨우치거나 징벌한다'는 뜻이다.
율곡은 이 책이 자신이 해주 석담에 있을 때 한두 학도가 추종하여 학문을 청해 왔을 때, '초학(初學)이 향방을 모를 뿐 아니라, 굳은 뜻이 없이 그저 아무렇게나 이것저것 배우면 피차에 도움이 없고 도리어 남의 조롱만 사게 될까 염려하여, 간략하게 한 책을 써서 대략 마음을 세우는 것, 몸가짐을 단속하는 일, 부모를 봉양하는 법, 남을 접대하는 방법을 가르쳐, 마음을 씻고 뜻을 세워 즉시 공부에 착수하게 하기 위하여 지었다'고 서문에 밝히고 있다. 이 책은 그가 42세 때 만들어졌고, 나중 정조 12년에 정조는 이 책이 '소학의 첫걸음'이라는 소개를 적은 서문을 썼다.

## 개요
이이 수고본 격몽요결(李珥 手稿本 擊蒙要訣)은 율곡 이이(1536∼1584)선생이 42세 때인 선조 10년(1577) 관직을 떠나 해주에 있을 때 처음 글을 배우는 아동의 입문교재로 쓰기 위해 저술한 것이다.
이이는 조선 중기의 학자이자 정치가로, 23세 때 별시에서 장원을 한 후 벼슬길에 올랐고, 호조좌랑, 예조좌랑, 우부승지를 거쳐 47세 때 이조판서에 임명되었다. 이이의 성리학 사상은 근대에 이르기까지 역사전개에 커다란 영향을 미쳤으며, 이외에도 <시무육조>를 세우고 십만양병설을 주장했다. 그가 죽은 후 전국 20여개 서원에 위패가 모셔졌으며, 시호는 문성이다. 저서로는 『격몽요결』 외에 『성학집요』, 『기자실기』, 『만언봉사』 등이 있다.
이 책은 율곡이 직접 쓴 친필 원본으로 한지에 행서체로 단아하게 썼으며, 내용은 제1장 <입지>에서부터 <처세>의 항목으로 나누어 제10장으로 구성하여 서술하였다. 특히 이 책머리에는, 정조 12년(1788)에 이 책을 친히 열람하고 제목에 글을 지어 문신 이병모(1742∼1806)에게 명해 이를 책머리에 붙이게 하였다. 『격몽요결』은 조선 중기이후 일반에게 널리 보급되어『동몽선습』과 함께 초학자의 입문서로 근세에까지 많이 읽혀져 왔다.
더욱이 이『격몽요결』은 여러차례 목판본이나 활자본으로 출간되어 왔으나, 유일한 친필본은 율곡의 이모가 시집간 권씨집안에 율곡의 유품과 함께 대대로 소장되어 왔으며, 이것은 율곡이 친히 쓴 친필원본으로 그 가치가 크다고 평가된다.

## 구성
10개의 장으로 구성되어 있는데, 다음과 같다.
1. 입지(立志)
2. 혁구습(革舊習)
3. 지신(持身)
4. 독서(讀書)
5. 사친(事親)
6. 상제(喪制)
7. 제례(祭禮)
8. 거가(居家)
9. 접인(接人)
10. 처세(處世)

## 갤러리

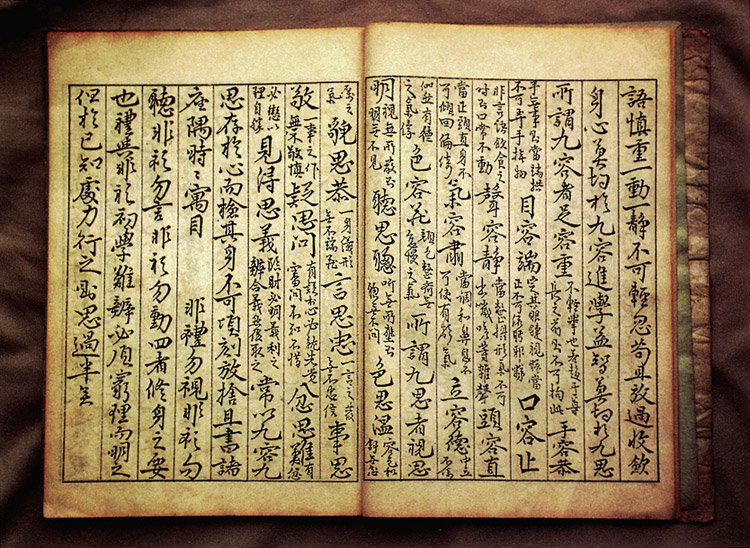
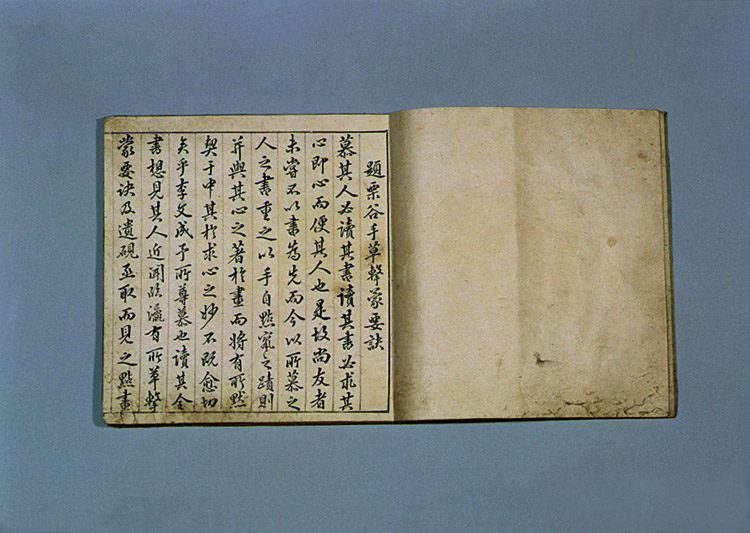

## 같이 보기
- 이이
- 임상석 : 문헌해제 1. 이이·후쿠자와 유키치 외, 『산수격몽요결(刪修擊蒙要訣)』[깨진 링크(과거 내용 찾기)] (pdf)

## 참고 자료
- 격몽요결 - 국가유산청 국가유산포털